# Acción directa
La acción directa o medida de acción directa es la realización autoorganizada de una iniciativa individual o grupal, enfocada en dar respuestas puntuales a situaciones concretas, o para la creación de condiciones más favorables, usando los medios disponibles. Básicamente toda acción organizada directamente por los interesados es directa, en contraste con las acciones indirectas, como son las acciones mediadas, por ejemplo, la representación o delegación política. Básicamente se entiende por acción directa la relación directa de los obreros con la patronal, sin la mediación de terceros para resolver los conflictos que se tengan.
Es un principio de acción de muchos movimientos sociales y políticos, como el sindicalismo, el gremialismo patronal, el movimiento estudiantil, los pensionados, las organizaciones ecologistas, y en especial los movimientos de resistencia civil. El anarquismo por su parte es una ideología que asume la acción directa como una de sus tácticas de acción y funcionamiento, porque algunos de sus militantes han rechazado el uso de la ley para obtener sus fines.

## Objetivo
Su objetivo apunta a:
- Obstruir a otro agente u organización realizando prácticas a las cuales éstas se oponen.
- Actuar con cualquier recurso o método que esté dentro de su poder, sobre la propia persona o como parte de un grupo, para resolver sus asuntos.

Este método y teoría es directo en el sentido de que busca inmediatamente resolver las carencias percibidas, en oposición a tácticas indirectas como la elección de representantes que prometen solucionar esos problemas a largo plazo. La acción directa va entrelazada con la intención de practicar directamente la autoorganización, por ende estando en contradicción de la acción intermediada de los representantes del Estado.

## Medios
No se puede confundir acción directa con acción violenta. La acción violenta es la que se realiza por medio de la violencia física, es decir, no necesariamente la acción directa es a modo violento. Tampoco debe ser confundido con la propaganda por el hecho, que es tan solo una de las formas que puede tomar la acción directa.
Los medios usados pueden ir de las huelgas al sabotaje, bloqueos de vías de comunicación terrestre, resistencia pasiva, ocupación de lugares de trabajo,  boicots, o métodos innovadores tales como la acción poética y acciones de mayor continuidad como establecer centros sociales o fundaciones (por ej. ONG, tanques de pensamiento), crear empresas autogestionadas, contraeconomía, entre otros proyectos. Este tipo de acciones son, con frecuencia (pero no siempre), una forma de desobediencia civil .

## Enlaces
- Acción directa, por Voltairine De Cleyre
- Acción directa y sindicalismo
- Acción directa y procesos emancipatorios

- Datos: Q506259
- Multimedia: Direct action / Q506259